# Moyale (woreda, Oromia)
Pour les articles homonymes, voir Moyale.
Moyale est un woreda du sud de l'Éthiopie, situé dans la zone Borena de la région Oromia. Le woreda a 31 162 habitants en 2007.

## Situation
Extrémité sud de la zone Borena et de la région Oromia, le woreda Moyale est limitrophe du Kenya et de la région Somali. 
Moyale, la ville frontalière qui donne son nom au woreda, est desservie par la route d'Addis-Abeba à Nairobi, à 220 km au sud-est de Yabelo et à environ 780 km d'Addis-Abeba comme de Nairobi.
|      | Dehas   | Arero           |
| Miyu | Moyale  | Moyale (Somali) |
|      | (Kenya) |                 |

## Histoire
Au XXe siècle, Moyale fait partie de l'awraja Arero qui s'étend le long de la frontière kényane dans l'ancienne province de Sidamo.

## Population
En 2006, l'Atlas of the Ethiopian Rural Economy estime la densité de population entre 11 et 25 personnes par km2 dans le woreda.
Au recensement de 2007, le woreda compte 31 162 habitants et toute sa population est rurale.
La majorité des habitants du woreda (56 %) sont musulmans, 39 % pratiquent les religions traditionnelles africaines, 3 % sont protestants et 2 % sont orthodoxes.